# Pegvisomant
Pegvisomant (tên thương mại Somavert) là một thụ thể hormone tăng trưởng đối kháng sử dụng trong điều trị Bệnh to cực. Thuốc chủ yếu được sử dụng nếu khối u tuyến yên gây ra bệnh to cực không thể kiểm soát được bằng phẫu thuật hoặc xạ trị, và việc sử dụng các chất tương tự somatostatin không thành công, nhưng cũng hiệu quả như một đơn trị liệu. Nó được phân phối dưới dạng bột được trộn với nước và tiêm dưới da.

## Khám phá
Pegvisomant được phát hiện tại Đại học Ohio năm 1987 bởi Giáo sư nổi tiếng John Kopchick và nghiên cứu sinh Wen Chen tại Viện Công nghệ sinh học Edison. Sau khi hoàn thành thử nghiệm lâm sàng, nó đã được chấp thuận để điều trị Bệnh to cực bởi FDA vào năm 2003 và tiếp thị bởi Pfizer.

## Cấu trúc
Pegvisomant là một protein chứa 191 dư lượng amino acid mà một số polyme polyethylen glycol đã liên kết cộng hóa trị để làm chậm quá trình thanh thải trong máu. Protein là một phiên bản sửa đổi của hormone tăng trưởng của con người được thiết kế để liên kết và ngăn chặn thụ thể hormone tăng trưởng. Nó được sản xuất bằng cách sử dụng vi khuẩn E.coli biến đổi gen.

## Cơ chếhoạt động
Pegvisomant ngăn chặn hoạt động của hormone tăng trưởng tại thụ thể hoóc môn tăng trưởng để giảm sản xuất IGF-1. IGF-1 chịu trách nhiệm cho hầu hết các triệu chứng của bệnh to cực và việc bình thường hóa mức độ của nó có thể kiểm soát các triệu chứng.
Các nghiên cứu điều trị dài hạn với pegvisomant là đơn trị liệu đã cho thấy nó an toàn, và cho đến nay, đây là phương pháp điều trị hiệu quả nhất đối với cả hai loại đơn trị liệu và kết hợp với các chất tương tự somatostatin.

## Tác dụng phụ
Tác dụng phụ của pegvisomant bao gồm các phản ứng tại chỗ tiêm, sưng chân tay, đau ngực, hạ đường huyết, buồn nôn và viêm gan.
Chặn thụ thể hoóc môn tăng trưởng làm giảm sự kiểm soát phản hồi của quy định hormone tăng trưởng, dẫn đến mức GH tăng gấp đôi.

## Các ứng dụng tiềm năng khác
Các nghiên cứu gần đây đã chỉ ra tiềm năng của việc sử dụng pegvisomant như một phương pháp điều trị chống khối u đối với một số loại ung thư, kết hợp với các phương pháp điều trị khác.